# Dinotrema calvisum
Dinotrema calvisum är en stekelart som beskrevs av Vladimir Ivanovich Tobias. Dinotrema calvisum ingår i släktet Dinotrema och familjen bracksteklar. Inga underarter finns listade i Catalogue of Life.